# 50 Ways of Saying Fabulous
50 Ways of Saying Fabulous – nowozelandzki dramat filmowy z 2005 roku powstały w oparciu o nowelę Graeme'a Aitkena.

## Opis fabuły
Bohaterem filmu jest syn farmera, dwunastolatek imieniem Billy. Młodzieniec nie docenia walorów swojego "nazbyt przyziemnego życia", marzy natomiast o eksplorowaniu przestrzeni kosmicznej. Boryka się również z homoseksualną orientacją oraz zmiennymi relacjami z otoczeniem.

## Obsada
- Andrew Patterson − Billy/Lana
- Harriet Beattie − Lou/Brad
- Jay Collins − Roy
- Georgia McNeil − Babe
- Michael Dorman − Jamie
- Rima Te Wiata − Evey
- George Mason − Arch
- Ross McKellar − Matt
- Stephanie McKellar-Smith − Reebie
- David Sullivan − Stuart
- Ben Short − Glen
- Michelle O'Brien − Belinda Pepper
- Fiona Edgar − nauczycielka